# روسیتسا (کروشواتس)
روسیتسا (به صربی: Rosica) یک منطقهٔ مسکونی در صربستان است که در کروشواتس واقع شده‌است. روسیتسا ۲۴۱ نفر جمعیت دارد.